# Pinocho de Guillermo del Toro
Pinocho de Guillermo del Toro (en inglés: Guillermo del Toro's Pinocchio), o simplemente Pinocho, es una película musical mexicano-estadounidense hecha en animación Stop-Motion, perteneciente al género de fantasía oscura y dirigida por Guillermo del Toro y Mark Gustafson. Es una nueva versión (reimaginacion) de la novela italiana Las aventuras de Pinocho de Carlo Collodi.   
La película marca el debut de Del Toro como director de largometrajes animados. El guion fue escrito por Gris Grimly, Del Toro, Patrick McHale y Matthew Robbins, a partir de una historia de Del Toro y Robbins. Está protagonizada por las voces de Gregory Mann, David Bradley, Ewan McGregor, Finn Wolfhard, Cate Blanchett, John Turturro, Ron Perlman, Tim Blake Nelson, Burn Gorman, Christoph Waltz y Tilda Swinton.   
Producido por Netflix Animation, The Jim Henson Company y ShadowMachine en coproducción con Pathé, El taller del chucho y Necropia Entertainment, Pinocho fue anunciado por Del Toro en 2008 y originalmente había estado programada para ser lanzada en el año 2013 o 2014, pero el proyecto entró en una situación conocida como infierno del desarrollo. En enero de 2017, McHale fue anunciado para coescribir el guion, pero en noviembre de 2017, la producción se suspendió, ya que ningún estudio estaba dispuesto a proporcionar financiación.
La producción fue retomada al año siguiente después de ser adquirida por Netflix. La cinta fue lanzada en diciembre de 2022. La película recibió reseñas positivas de la crítica, obteniendo elogios por su animación, visuales, música, historia y actuaciones de voz. Recibió numerosos premios, incluidas tres nominaciones en la 80.ª edición de los Globos de Oro, entre ellas Mejor película animada y en la 95.ª edición de los Premios Oscar, ganando a Mejor película animada.

## Argumento

Escultura de resina de Geppetto.

En un pequeño pueblo montañoso de Italia, a principios del siglo XX, vivían un padre y un hijo felizmente. El padre, un carpintero llamado Geppetto, y su hijo, Carlo, sobrevivían a pesar de las dificultades presentadas por la Gran Guerra. Un día, mientras terminaba de barnizar una estatua de Cristo en la iglesia del pueblo, Geppetto sufre la peor tragedia de su vida cuando un avión dejó caer una bomba en la iglesia, cobrándose la vida de Carlo, quien regresó para buscar un piñón de pino que había encontrado —del cual según su padre, nacía un árbol perfecto si esa semilla se encontraba completa—. El fallecimiento de Carlo en 1916 supuso un shock para el pueblo y para su padre, especialmente porque la villa no estaba marcada como objetivo de bombardeo, sino que los aviadores liberaron la bomba con el objetivo de reducir la carga del avión en su regreso a base. 
Diez años después, en el mismo pueblo pero de una Italia ahora controlada por los fascistas, Geppetto es un alcohólico decrépito que se rehúsa a aceptar la partida de su hijo, pasando cada día junto a su tumba sin separarse. En uno de esos días, Sebastián J. Grillo, se muda al árbol al lado de la tumba de Carlo, plantado con el piñón por la que regresó a la iglesia. Sebastián ve cómo Geppetto, bajo los efectos del alcohol, empieza a talar el tronco y se lo lleva a su taller. Allí bruscamente empieza a tallar una marioneta de un niño para apaciguar su pérdida, y cuando ya no puede más, se queda dormido. En ese instante, el Hada de la Vida llega y le concede vida a la marioneta para que traiga esperanza y felicidad al anciano, y nombra a Sebastián como su conciencia prometiéndole cumplirle un deseo si hacía bien su trabajo, y antes de irse le da un nombre al títere: Pinocho. A la mañana siguiente, Geppetto descubre a la marioneta viva y ésta empieza a crear un desorden, pues todo era nuevo para él. Geppetto asustado y confundido lo encierra para que no cause más problemas, pero termina apiadándose de él y le dice que espere a que regrese de la próxima misa. Pinocho hace caso omiso y se escapa a pesar de las objeciones de Sebastián, y al llegar se provoca un caos pues los habitantes consideraban al títere una aberración, entre el cual a Pinocho le crece la nariz al empezar a mentir, y Geppetto termina siendo expulsado al ser el "padre" del muñeco y al no haber expiado sus pecados por sus problemas de alcoholismo.

Escultura de Pinocho usada en la película en una muestra en la Cineteca Nacional de México.

Durante la noche ambos se van a dormir hasta que reciben la visita del sacerdote, el Podestá, un general fascista gobernante del pueblo y su hijo Candlewick. Estos perdonan a Geppetto por lo sucedido pero le reprimen que debe controlar las acciones de su «hijo», sugiriendo que debería asistir a la escuela. Mientras se van a dormir, Pinocho le pregunta a Sebastián sobre quién era Carlo, y el responde que era el hijo de Geppetto quien murió, siendo una gran carga para Geppetto el haberlo perdido. En la mañana Geppetto se encuentra terminando la estatua de Cristo varios años después del ataque con ayuda de Pinocho. Durante el descanso, el títere habla con Geppetto sobre Carlo, pero le dice que solo era un niño y que ahora se ha ido, pero Geppetto deja a un lado eso, y le obsequia un libro de cuentos que era de Carlo. Entonces Pinocho le propone que será mejor que él para que así no se tenga que preocuparse, y lo envia a la escuela. Paralelamente, un mono de circo llamado Spazzatura le cuenta a su amo el Conde Volpe, dueño de un circo, que vio a la marioneta y deciden aprovechar su inocencia para hacer que forme parte de ellos.
Cuando Pinocho casi entra a la escuela es abordado por el dúo cirquero, y a pesar de sus decisiones de ir a la escuela terminan convenciendo al muñeco para que se una luego de hacerlo firmar un contrato, dando un gran espectáculo siendo alabado por los lugareños cambiando su forma de ver al títere. Pero Geppetto, quien fue avisado por el podestá local del Partido Fascista y por el sacerdote de que Pinocho no asistió a la escuela, mientras Geppetto busca a Pinocho encuentra el libro arruinado y a Sebastián quien lo guía al circo, él llega para llevárselo. El conde Vulpe intenta impedirlo provocando una breve pelea entre ambos por la custodia del títere, haciendo que Pinocho sea arrojado a la carretera para ser atropellado y destruido. En eso, el muñeco despierta en el mundo de los difuntos en donde la hermana del Hada de la Vida, el Hada de la Muerte, lo recibe y le explica las reglas de la vida y su inmortalidad, que es controlada por un reloj de arena, y una vez toda la arena cae Pinocho regresa a la vida justo cuando Geppetto, los sacerdotes, el general y el conde Volpe intentaban reanimarlo. De repente Pinocho se levanta y todos se alivian de que esté vivo. Geppetto intenta ir a casa con Pinocho, pero el general insiste en que fuera a la guerra por ser inmortal, mientras el conde Volpe reclama al títere como suyo por el contrato firmado. Por la ley y reclamos del general, Pinocho debe de ir a la guerra por lo que el conde Volpe acepta de mala gana, pero le hace saber a Geppetto que el contrato firmado tenía una cláusula secreta, en la cual si Pinocho no formaba parte del circo le tendría que pagar una multa por 10 millones de liras.
De regreso a casa, Geppetto, cansado de todo lo que había ocurrido, reprime a Pinocho por empeorar su situación alegando que solo es una simple carga. Por la noche, Pinocho conversa sobre su situación con Sebastián, y decide resolver el problema uniéndose al circo para poder conseguir dinero y enviarlo a su padre, y deja encerrado al grillo en un frasco para evitar que lo impida. El muñeco llega con el conde Volpe y le dice que se unirá al circo si este promete borrar la multa y enviarle la mitad de las ganancias a Geppetto, y este acepta. Por la mañana, el anciano no encuentra al Pinocho y junto a Sebastián van a buscarlo, pero el circo se había ido cuando llegaron. Sin embargo, este no se da por vencido y viaja para alcanzarlo usando como referencia un folleto donde se mostraban sus próximas paradas, pero por más que llegaba al destino no conseguía encontrarlos. Mientras tanto, Pinocho ya se había convertido en una gran estrella por sus actos de canto y baile ganando la admiración de todo el mundo, pero aun así sentía que algo le faltaba. Esa misma tarde el circo zarpa para viajar a Alessandria y Geppetto solo puede ver con tristeza cómo su hijo se marchaba.
Aun así no se rindió, y convenció a un capitán en un puerto cercano para que lo llevara tras el barco, a pesar de que este alegó que era muy peligroso pues había criaturas monstruosas en el mar, lo que se comprueba cuando una enorme ballena se traga el barco con Geppetto y Sebastián a bordo. Mientras tanto, Pinocho veía cómo el mono Spazzatura era torturado por su amo tras haberle contado que el conde Vulpe no había cumplido su parte del trato, y a pesar de que el títere se interpuso el conde Volpe le recriminó que él estaba a cargo y tenía que obedecer. Al llegar a su destino ambos se enteran de que Benito Mussolini, Il Duce, líder supremo de Italia, llegó para ver el show, así que como plan de venganza Pinocho organiza un espectáculo donde insulta al dictador y su legión, provocando su ira y ordenando a sus hombres que incendien el lugar. Pinocho se reencuentra con el Hada de la Muerte al morir por segunda vez, y esta le explica antes de irse que su don de la inmortalidad es más una maldición pues sus seres queridos no lo eran también, por lo que pueden morir y así el títere se quedará solo.
Al despertarse Pinocho se encuentra en un carruaje lleno de niños enviados por sus padres para servir a su nación como parte de las Juventudes Fascistas. A pesar de querer regresar al final se termina uniendo y llega a un centro de educación para jóvenes soldados. El general, como primera prueba, les da una práctica de poner una bandera en la cima de una torre, dividiendo al pelotón en dos grupos, uno liderado por Pinocho y el otro liderado por Candlewick, con quién había entablado una leve amistad, dándoles la orden de que a pesar de que se conozcan no debían tener compasión del otro. Al final el nivel de ambos grupos es muy parejo, y ambos capitanes llegan a la última prueba a la vez, pero al darse cuenta de que podrían hacerlo juntos ambos niños deciden poner sus banderas unidas, formando un empate. Esto fue del disgusto del general, quien le ordena a su hijo de que dispare contra Pinocho, pero este se rehúsa y es reprimido por su padre. Cuando estaba a punto de morir Pinocho es salvado por Candlewick al dispararle a su padre con un arma de pintura, quien se enreda en el campo de pruebas. De repente, otro bombardeo se produce, matando al general y haciendo que Pinocho vuele por los aires hasta una playa cercana. El conde Volpe llega con Spazzatura y ata a Pinocho en una cruz con el fin de crucificarlo y prenderle fuego, pero el mono lo traiciona haciendo que los tres caigan por un acantilado hacia el mar, matando al conde Volpe en el proceso y haciendo que el dúo flote a la deriva en la cruz de madera.
Por la mañana ambos se encuentran flotando hasta que ven una isla a lo lejos, pero esta resulta ser la ballena que se tragó a Geppetto y los engulle también. Dentro de ésta el muñeco y el anciano se reencuentran junto con Sebastián, estando felices de verse de nuevo. Esa alegría dura poco cuando Geppetto les dice que cuando la ballena se hunda en el mar todos estarían acabados, pero Sebastián tiene la idea de que pueden salir por el espiráculo de esta, así que hacen que Pinocho mienta lo suficiente para hacer que su nariz crezca tanto que alcance el orificio. Sin embargo Pinocho resbala y Geppetto lo salva, pero a pesar de que ambos caen el aire expulsado hace que todos salgan volando. Pinocho cae encima de una mina marina mientras que el resto aterriza en un trozo de madera, sin embargo la ballena se traga a Pinocho y persigue a los demás. Así que para salvarlos a todos el muñeco hace estallar la mina y la ballena explota en mil pedazos, muriendo de nuevo. El Hada de la Muerte lo recibe otra vez y este le dice que lo devuelva para salvar a Geppetto de ahogarse, pero no podía pues el reloj de arena era el que marcaba ese deseo. Así que, como forma de volver de inmediato, Pinocho rompe el reloj y regresa al mundo real, salvando a su padre ya cerca de ahogarse. Todos llegan a una playa pero se dan cuenta de que Pinocho terminó muriendo apenas llegar, lo que provoca una gran tristeza en Geppetto. En ese momento el Hada de la Vida aparece y explica que Pinocho sacrificó su inmortalidad para salvarlos a todos, pero al ser ahora un niño de verdad no podía revivir de nuevo. En eso Sebastián argumenta que, a pesar de no cumplir bien su trabajo, este provocó un gran impacto en las decisiones del títere y, recordándole al hada que le cumpliría un deseo, le pide que regrese a Pinocho a la vida, a lo que ella acepta y lo revive antes de marcharse, así que todos están felices de reunirse de nuevo y regresan a casa.
Tiempo después, todos viven una vida pacífica, pero las premoniciones del Hada de la Muerte se cumplen poco a poco: Geppetto, quién usaba silla de ruedas por la vejez termina muriendo, luego Sebastián le sigue al estar sin vida en la ventana, siendo puesto en una caja de cerillos y guardado dentro del torso de Pinocho cerca de su "corazón", y Spazzatura, quien se había unido a la familia, también envejeció y fue el último en fallecer. Al final, Pinocho entierra a Geppetto y a Spazzatura al lado de la tumba de Carlo y se marcha a seguir explorando el mundo hacia un destino desconocido.
Durante los créditos, Sebastián canta para los Conejos Negros en el más allá después de terminar su narración.

## Reparto
- Gregory Mann como Pinocho y como Carlo, hijo de Geppeto.[3]
- Ewan McGregor como Sebastián J. Grillo
- David Bradley como Maestro Geppetto
- Cate Blanchett como Spazzatura el Mono
- Finn Wolfhard como Candlewick
- John Turturro como el Dottore
- Ron Perlman como el Podestà
- Tim Blake Nelson como Conejos Negros
- Burn Gorman como el Cura
- Christoph Waltz como el Conde Volpe
- Tom Kenny como Benito Mussolini, su asistente y un capitán de barco al que acude Geppetto para buscar a Pinocho.
- Tilda Swinton como el Hada con Cabello Turquesa

## Producción

### Desarrollo

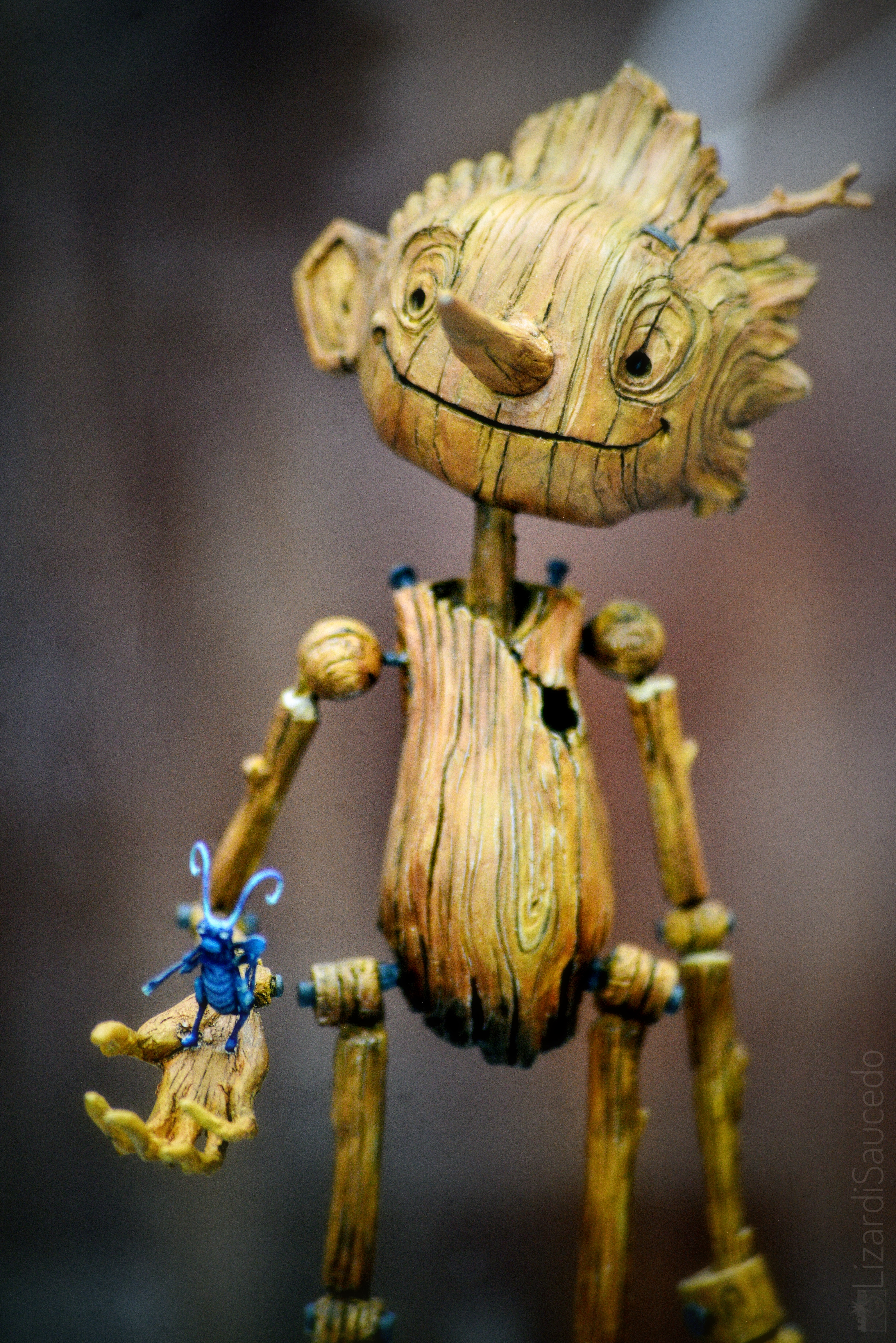
Pinocho

En 2008, Guillermo del Toro anunció que estaba desarrollando su próximo proyecto, una adaptación más oscura de la novela italiana Las aventuras de Pinocho. Del Toro llamó a Pinocho un proyecto de pasión, afirmando que: «ninguna forma de arte ha influido en mi vida y mi trabajo más que la animación y ningún personaje en la historia ha tenido una conexión personal tan profunda conmigo como Pinocho», y «he querido hacer esta película desde que tengo memoria». El 17 de febrero de 2011, se anunció que Gris Grimly y Mark Gustafson codirigirían una película animada en stop-motion de Pinocho escrita por del Toro junto con su antiguo colaborador Matthew Robbins, y Grimly, creador de las ilustraciones que inspirarían la película, con del Toro produciendo junto con The Jim Henson Company y Pathé. El 17 de mayo de 2012, del Toro reemplazó a Grimly. En febrero de 2012, Del Toro lanzó algunos conceptos artísticos con los diseños de Pinocho, Geppetto, Talking Cricket, Mangiafuoco y Fox y the Cat. El 30 de julio de 2012, se anunció que ShadowMachine produciría y animaría la película. Originalmente estaba programado para ser lanzado en 2013 o 2014, pero el proyecto entró en un development hell, sin más información durante años.
El 23 de enero de 2017, se anunció que Patrick McHale coescribiría el guion con del Toro. El 31 de agosto de 2017, del Toro mencionó a IndieWire y, en el 74.º Festival Internacional de Cine de Venecia, que la película necesitaría un aumento de presupuesto de $35 000 000 (treinta y cinco millones) de dólares más o sería cancelada. El 8 de noviembre de 2017 se informó que el proyecto no se concretaría porque ningún estudio estaba dispuesto a financiarlo. En su momento, Matthew Robbins consideró hacer la película en un formato 2D con el artista francés Joann Sfar para reducir los costos, pero finalmente del Toro decidió que tenía que ser en stop-motion, incluso si un mayor presupuesto dificultaba su realización. El 22 de octubre de 2018, se anunció que la película había sido retomada y adquirida por Netflix.
La filmación comenzó en los estudios de ShadowMachine en Portland el 31 de enero de 2020. Previamente Del Toro había fundado el Centro Internacional de Animación —bautizado coloquialmente como El taller del chucho— en la ciudad mexicana de Guadalajara, de la que es originario Del Toro, con el fin de apoyar el talento tanto de esa ciudad como de México en distintas disciplinas cinematográficas y de animación. Dicho estudio tuvo a cargo la producción hasta principios del verano de 2022, con algunas secuencias seleccionadas a cargo de ese estudio, así como el desarrollo completo de las escenas de los conejos negros y la vida después la muerte así como los créditos finales.
En el desarrollo del stop motion, Del Toro indicó que todos los decorados, el atrezzo y el vestuario de los personajes se elaboraron siguiendo los mismos estándares históricos y de realismo con los que dicho director ha hecho sus películas. Los edificios fueron poco estilizados, evitando las formas curvadas, estiradas o inclinadas, combinando los estilos cinematográficos de los sets de stop-motion y de acción real. Igualmente los animadores hicieron que las marionetas cometieran «errores», es decir, gestos como rascarse, estornudar o quitar la mirada si se avergonzaban o se asustaban, con el fin de mostrar a los personajes pensando o reflexionando, un aspecto que no se hace comúnmente en el stop-motion.

### Música
La música estará a cargo principalmente por Alexandre Desplat, quien compondrá la banda sonora, además de canciones originales para la cinta. Es la segunda vez que Desplat y del Toro colaboran juntos en una película, siendo la primera vez La forma del agua.
Alexandre Desplat también tuvo apoyo de compositores secundarios como Nick Cave y Matías León siendo para estos su primera colaboración con Guillermo del Toro.

## Doblaje
| Personaje                      | Actor           | Doblaje latino México | Doblaje castellano   |
| ------------------------------ | --------------- | --------------------- | -------------------- |
| Pinocho                        | Gregory Mann    | Leonardo Novoa        | Biel Molina          |
| Geppetto                       | David Bradley   | Jesse Conde           | Miguel Ángel Jenner  |
| Sebastián J. Grillo            | Ewan McGregor   | Óscar Flores          | Daniel García        |
| Espíritu del bosque/muerte     | Tilda Swinton   | Talía Marcela         | Rosa María Hernández |
| Conde Volpe                    | Christoph Waltz | Germán Fabregat       | Pep Antón Muñoz      |
| Spazzatura                     | Cate Blanchett  | Rebeca Patiño         | Nuria Mediavilla     |
| Podestá                        | Ron Perlman     | Octavio Rojas         | Jordi Boixaderas     |
| Candlewick (Polilla en España) | Finn Wolfhard   | Emilio Treviño        | Eric Rodríguez       |

## Lanzamiento

Personas visitando la exhibición sobre la película en el patio central de la Cineteca Nacional de México, 2022.

El 6 de noviembre de 2018, Netflix fijó la fecha de estreno de la película para el año 2021. En enero de 2021, el CEO de Netflix, Ted Sarandos, reveló que el lanzamiento de la película podría trasladarse al 2022 o incluso más, con la idea de Netflix de lanzar seis películas animadas al año. En diciembre de 2021, del Toro declaró que se lanzará en el último trimestre de 2022. El 24 de enero de 2022, con el lanzamiento del primer teaser de la película, se anunció su estreno en diciembre.
La premier fue presentada en el Festival de Cine de Londres el 15 de octubre de 2022. En el caso de México, la cadena de cines Cinemex suspendió las funciones especiales que estaban programadas, ocasionando protestas por parte de Del Toro. quien desea que la mayor parte de las personas en ese país vea la película. En respuesta el 25 de noviembre el cineasta realizó una convocatoria desde su cuenta de Twitter para realizar la exhibición de la película en cines independientes en todo el país, sumándose al llamado una treintena de salas y clubes independientes que exhibieron la película, incluyendo la Cineteca Nacional del país, en donde además se montó una muestra en su patio central con la exhibición de las figuras usadas en la película. El 30 de diciembre se realizó una función masiva en la principal plaza de la Ciudad de México, el Zócalo, a la que acudieron 10 mil personas.

## Recepción

### Crítica
En el sitio web agregador de reseñas Rotten Tomatoes, el 96 % de las 300 reseñas de los críticos son positivas, con una calificación promedio de 8.3/10. El consenso del sitio web dice: «Pinocho de Guillermo del Toro hace honor a su título, es decir, es una adaptación visualmente impactante que abraza la oscuridad de su material original». Metacritic, que utiliza una media ponderada, le asignó una puntuación de 82 sobre 100 basada en 24 reseñas, lo que indica "aclamación universal".

### Premios y nominaciones
| Premio                                                   | Fecha                   | Categoría                                           | Nominados                                                          | Resultado    | Ref.   |
| -------------------------------------------------------- | ----------------------- | --------------------------------------------------- | ------------------------------------------------------------------ | ------------ | ------ |
| Hollywood Music in Media Awards                          | 16 de noviembre de 2022 | Mejor banda sonora en una película animada          | Alexandre Desplat                                                  | Ganador      | [ 27 ] |
| Hollywood Music in Media Awards                          | 16 de noviembre de 2022 | Mejor canción original en una película animada      | Alexandre Desplat, Roeben Katz y Guillermo del Toro ("Ciao Papa")  | Ganadores    | [ 27 ] |
| Hollywood Music in Media Awards                          | 16 de noviembre de 2022 | Mejor película musical o biográfica                 | Pinocchio                                                          | Nominada     | [ 27 ] |
| Asociación de Críticos de Cine de Los Ángeles            | 11 de diciembre de 2022 | Mejor película animada                              | Pinocchio                                                          | Ganadora     | [ 28 ] |
| Washington D. C. Area Film Critics Association Awards    | 12 de diciembre de 2022 | Mejor película animada                              | Pinocchio                                                          | Ganadora     | [ 29 ] |
| Washington D. C. Area Film Critics Association Awards    | 12 de diciembre de 2022 | Mejor guion adaptado                                | Patrick McHale y Guillermo del Toro                                | Nominados    | [ 29 ] |
| Washington D. C. Area Film Critics Association Awards    | 12 de diciembre de 2022 | Mejor banda sonora                                  | Alexandre Desplat                                                  | Nominado     | [ 29 ] |
| Washington D. C. Area Film Critics Association Awards    | 12 de diciembre de 2022 | Mejor actuación de voz                              | Gregory Mann                                                       | Nominado     | [ 29 ] |
| Washington D. C. Area Film Critics Association Awards    | 12 de diciembre de 2022 | Mejor actuación de voz                              | Ewan McGregor                                                      | Nominado     | [ 29 ] |
| Premios de la Asociación de Críticos de Cine de Chicago  | 14 de diciembre de 2022 | Mejor guion adaptado                                | Guillermo del Toro y Patrick McHale                                | Nominados    | [ 30 ] |
| Premios de la Asociación de Críticos de Cine de Chicago  | 14 de diciembre de 2022 | Mejor película animada                              | Pinocchio                                                          | Ganadora     | [ 30 ] |
| Premios de la Asociación de Críticos de Cine de Chicago  | 14 de diciembre de 2022 | Mejor banda sonora                                  | Alexandre Desplat                                                  | Nominado     | [ 30 ] |
| Utah Film Critics Association                            | 17 de diciembre de 2022 | Mejor película animada                              | Pinocchio                                                          | Nominada     | [ 31 ] |
| Premios de la Asociación de Críticos de Cine de San Luis | 18 de diciembre de 2022 | Mejor guion adaptado                                | Patrick McHale, Guillermo del Toro y Matthew Robbins               | Nominados    | [ 32 ] |
| Premios de la Asociación de Críticos de Cine de San Luis | 18 de diciembre de 2022 | Mejor película animada                              | Pinocchio                                                          | Nominada     | [ 32 ] |
| Asociación de Críticos de Cine de Dallas-Fort Worth      | 19 de diciembre de 2022 | Mejor película                                      | Pinocchio                                                          | Octavo lugar | [ 33 ] |
| Asociación de Críticos de Cine de Dallas-Fort Worth      | 19 de diciembre de 2022 | Mejor película animada                              | Pinocchio                                                          | Ganadora     | [ 33 ] |
| Asociación de Críticos de Cine de Dallas-Fort Worth      | 19 de diciembre de 2022 | Mejor banda sonora                                  | Alexandre Desplat                                                  | Ganador      | [ 33 ] |
| Florida Film Critics Circle                              | 22 de diciembre de 2022 | Mejor película animada                              | Pinocchio                                                          | Nominada     | [ 34 ] |
| Florida Film Critics Circle                              | 22 de diciembre de 2022 | Mejor guion adaptado                                | Guillermo del Toro, Matthew Robbins, Gris Grimly y Patrick McHale  | Nominados    | [ 34 ] |
| San Diego Film Critics Society                           | 6 de enero de 2023      | Mejor guion adaptado                                | Guillermo del Toro, Matthew Robbins, Gris Grimly y Patrick McHale  | Finalista    | [ 35 ] |
| San Diego Film Critics Society                           | 6 de enero de 2023      | Mejor película animada                              | Pinocchio                                                          | Ganadora     | [ 35 ] |
| San Diego Film Critics Society                           | 6 de enero de 2023      | Mejores efectos visuales                            | Pinocchio                                                          | Nominada     | [ 35 ] |
| Austin Film Critics Association                          | 10 de enero de 2023     | Mejor película animada                              | Pinocchio                                                          | Nominada     | [ 36 ] |
| Austin Film Critics Association                          | 10 de enero de 2023     | Mejor guion adaptado                                | Guillermo del Toro y Patrick McHale                                | Nominados    | [ 36 ] |
| Austin Film Critics Association                          | 10 de enero de 2023     | Best Voice Acting/Animated/Digital Performance      | Ewan McGregor                                                      | Nominado     | [ 36 ] |
| Premios Globo de Oro                                     | 10 de enero de 2023     | Mejor película animada                              | Pinocchio                                                          | Ganadora     | [ 37 ] |
| Premios Globo de Oro                                     | 10 de enero de 2023     | Mejor banda sonora                                  | Alexandre Desplat                                                  | Nominado     | [ 37 ] |
| Premios Globo de Oro                                     | 10 de enero de 2023     | Mejor canción original                              | Alexandre Desplat, Roeben Katz y Guillermo del Toro ("Ciao Papa")  | Nominados    | [ 37 ] |
| Premios de la Crítica Cinematográfica                    | 15 de enero de 2023     | Mejor película animada                              | Pinocchio                                                          | Ganadora     | [ 38 ] |
| Premios de la Crítica Cinematográfica                    | 15 de enero de 2023     | Mejor compositor de banda sonora                    | Alexandre Desplat                                                  | Nominado     | [ 38 ] |
| Premios de la Crítica Cinematográfica                    | 15 de enero de 2023     | Mejor canción                                       | "Ciao Papa"                                                        | Nominado     | [ 38 ] |
| Premios Satellite                                        | 11 de febrero de 2023   | Mejor película o corto animado                      | Pinocchio                                                          | Pendiente    | [ 39 ] |
| Hollywood Critics Association Creative Arts Awards       | 17 de febrero de 2023   | Mejor puntuación                                    | Alexandre Desplat                                                  | Nominado     | [ 40 ] |
| Hollywood Critics Association Creative Arts Awards       | 17 de febrero de 2023   | Mejores efectos visuales                            | Aaron Weintraub, Brian Leif Hansen, Georgina Hayns y Ian Mackinnon | Nominado     | [ 40 ] |
| British Academy of Film and Television Arts (BAFTA)      | 19 de febrero de 2023   | Mejor película animada                              | Pinocchio                                                          | Ganadora     |        |
| Asociación de Críticos de Hollywood                      | 24 de febrero de 2023   | Mejor película animada                              | Pinocchio                                                          | Ganadora     | [ 41 ] |
| Asociación de Críticos de Hollywood                      | 24 de febrero de 2023   | Mejor guion adaptado                                | Guillermo del Toro y Patrick McHale                                | Nominada     | [ 41 ] |
| Asociación de Críticos de Hollywood                      | 24 de febrero de 2023   | Mejor interpretación de voz o captura de movimiento | Ewan McGregor                                                      | Nominada     | [ 41 ] |
| Alianza de Mujeres Periodistas de Cine                   | TBD                     | Mejor película animada                              | Pinocchio                                                          | Pendiente    | [ 42 ] |
| Premios Oscar                                            | 12 de marzo de 2023     | Mejor película animada                              | Pinocchio                                                          | Ganadora     | [ 43 ] |